# 사시 (눈)
사시(斜視, strabismus)란 사물을 볼 때 두 눈이 서로 정렬되지 않은 안구질환이다. 사시의 방향에 따라 내사시와 외사시, 상사시와 하사시로 나뉜다. 사시의 원인은 정확히 알 수 없지만 뇌의 시각기능중추에 장애가 생겨 생기는 것으로 알려져 있다. 흔히 사팔뜨기라고도 불린다.
사시는 일반적으로 안외근 사이의 조정력의 약화를 수반하며, 두 눈이 하나의 지점을 한 번에 직시하는 것을 방해한다. 그러므로 양안시에 문제를 일으켜 깊이 지각에 악영향을 줄  수 있다.
비슷한 용어의 사시(邪視)가 있으나 이는 곁눈질로 보는 것을 의미하며, 질병은 아니다.

## 증상
사시가 있는 환자를 관찰할 때, 눈이 나란히 있지 않은 모습을 쉽게 인지할 수 있다. 사시의 정도가 높은 환자의 경우 매우 쉽게 확인이 가능하다. 그러나 정도가 약한 환자는 관찰이 어려울 수 있다. 어떠한 경우이든 안과 전문의는 사시 여부를 진단하기 위해 커버 테스팅과 같은 다양한 테스트를 수행할 수 있다.
사시는 다운 증후군, 로이 디에츠 증후군, 뇌성 마비, 에드워드 증후군에서 나타날 수 있다.
사시의 증상으로는 다시증, 안정 피로를 포함한다. 다시증을 피하기 위해 뇌는 한쪽 눈을 무시함으로써 적응하려는 경향을 보일 수 있다.

## 같이 보기
- 시력
- 사위